# Sankt Catherines fyr
Sankt Catherines fyr är en 
fyr väster om Niton på Isle of Wights sydkust.
Den första fyren på platsen, St Catherine's Oratory, byggdes år 1328 av Chale Walter de Godeton på St. Catherines Hill som botgöring för plundringen av ett skeppsvrak. Fyren var hopbyggd med ett medeltida kapell och sköttes av prästerna fram till klosterupplösningen på 1500-talet. År 1838 byggdes en ny fyr väster om och nedanför den gamla fyrplatsen som ofta doldes av dimma.
Den nuvarande fyrens 27 meter höga, åttakantiga torn av tegel avslutas med ett medeltida krenelerat murkrön. Den är vitmålad med en lanternin på toppen och hopbyggt med ett liknande, lägre torn för den nu inaktiva mistluren. Fyrapparaten visar en vit blixt var femte sekund. Lysvidden är 25 sjömil. Från ett fönster mot väst visas ett fast rött sken.

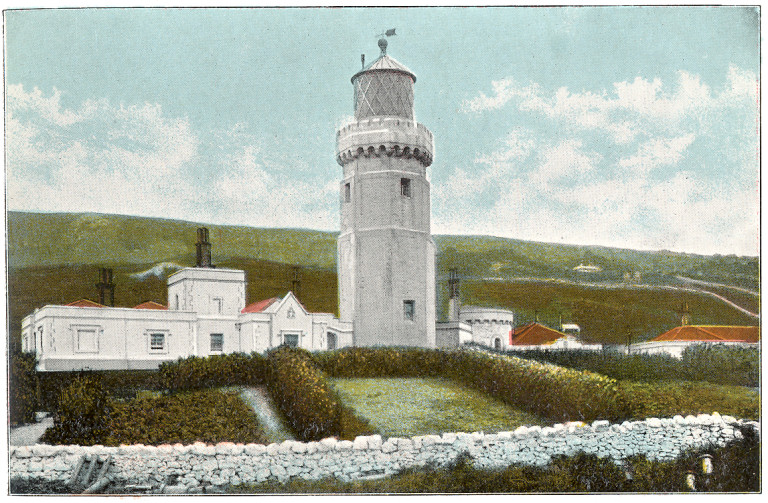
Sankt Catherines fyr, cirka 1910.

År 1938 utvidgades fyren med ett torn för en mistlur. Under andra världskriget dödades tre av fyrvaktarna under ett tyskt luftanfall den 1 juni 1943 men fyren klarade sig utan skador.
Mistluren togs ur drift år 1987 och fyren automatiserades år 1997. Den ursprungliga fresnellinsen av första storleken ersattes med en LED-lampa år 2020. Linsen har renoverats och är utställd på båtmuseet i Cowes.
Fyrplatsen är öppen men fyren är stängd för allmänheten.